# Svéd ezüst trón

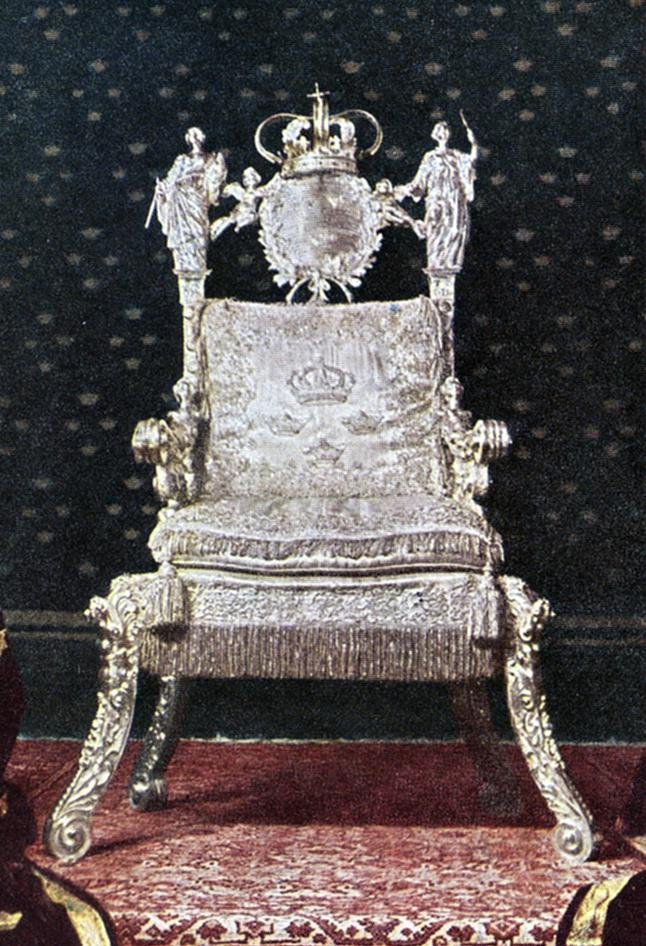
A svéd ezüst trón

A svéd ezüst trón (svédül: Silvertronen vagy Drottning Kristinas silvertron) a svéd uralkodók koronázásakor és trónra lépésekor, valamint a svéd parlament, a Riksdag állami megnyitóján használt trónszék. A trón a Stockholmi palota dísztermében található.
A trónszék Krisztina királynő 1650-es koronázására készült. Abraham Drentwett készítette a bajorországi Augsburgban és Magnus Gabriel De la Gardie gróf ajándékozta az uralkodónak. Amióta a koronázások megszűntek, a trónt a svéd parlament állami megnyitójára (1975-ig) és az új uralkodó trónra lépéséhez (utoljára 1973-ban XVI. Károly Gusztáv számára) használták.

## Érdekességek
A trón másolata az alábbi filmekben látható:
- a Greta Garbo főszereplésével készült 1933-as Krisztina királynő című filmben,
- az 1989-es Batman-filmben Joker trónjaként.[4]

## Fordítás
Ez a szócikk részben vagy egészben  a   Silver Throne című angol Wikipédia-szócikk ezen változatának fordításán alapul.  Az eredeti cikk szerkesztőit annak laptörténete sorolja fel. Ez a jelzés csupán a megfogalmazás eredetét és a szerzői jogokat jelzi, nem szolgál a cikkben szereplő információk forrásmegjelöléseként.